# Barranc de les Pasteroles
El barranc de les Pasteroles és un barranc del terme municipal de Tremp que s'origina dins de l'antic terme de Fígols de Tremp i va a abocar-se en el barranc de Ricós, encara en el mateix terme municipal.
Es forma a 1.100,5 m. alt., en un dels contraforts del sud-est de la Roca de la Mola, des d'on davalla cap al sud-est; s'adreça al poble d'Eroles, que limita pel nord del poble, i s'ajunta amb el barranc del Torrent (de vegades anomenat torrent del Solà) al sud-est del poble, formant entre tots dos el barranc de Ricós.